# Rochemaure
Rochemaure – miejscowość i gmina we Francji, w regionie Owernia-Rodan-Alpy, w departamencie Ardèche.
Według danych na rok 1990 gminę zamieszkiwało 1809 osób, a gęstość zaludnienia wynosiła 74 osoby/km² (wśród 2880 gmin regionu Rodan-Alpy Rochemaure plasuje się na 478. miejscu pod względem liczby ludności, natomiast pod względem powierzchni na miejscu 347.).

## Galeria

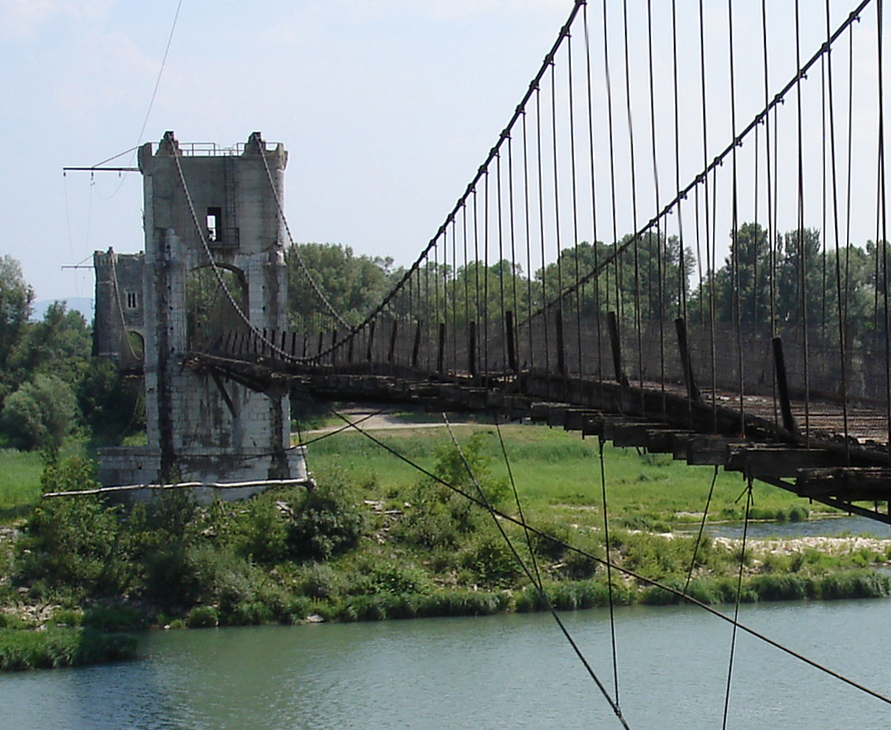
Most wiszący (2006)
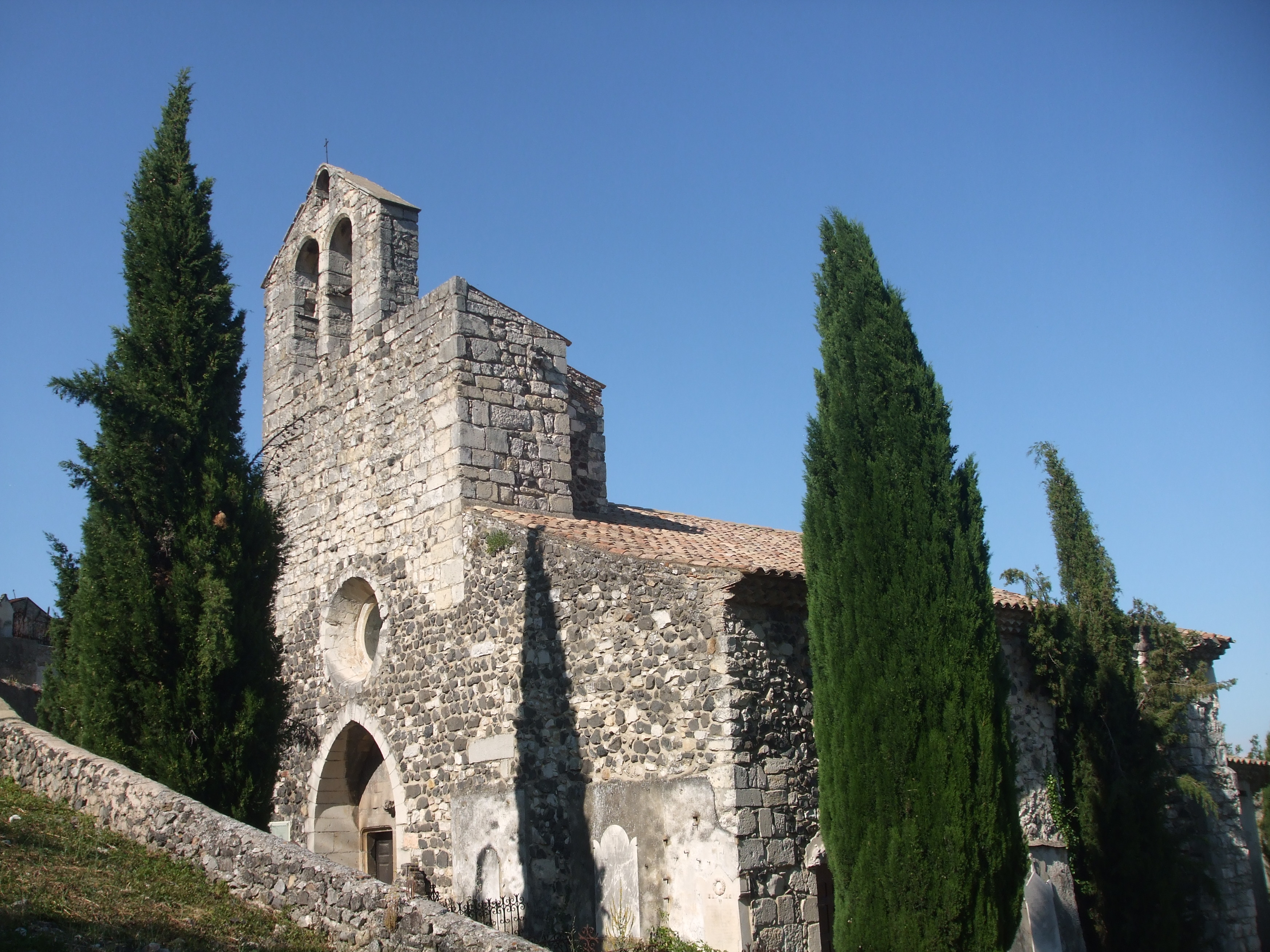
Kaplica Matki Możej Anielskiej z XIII w. (2013)
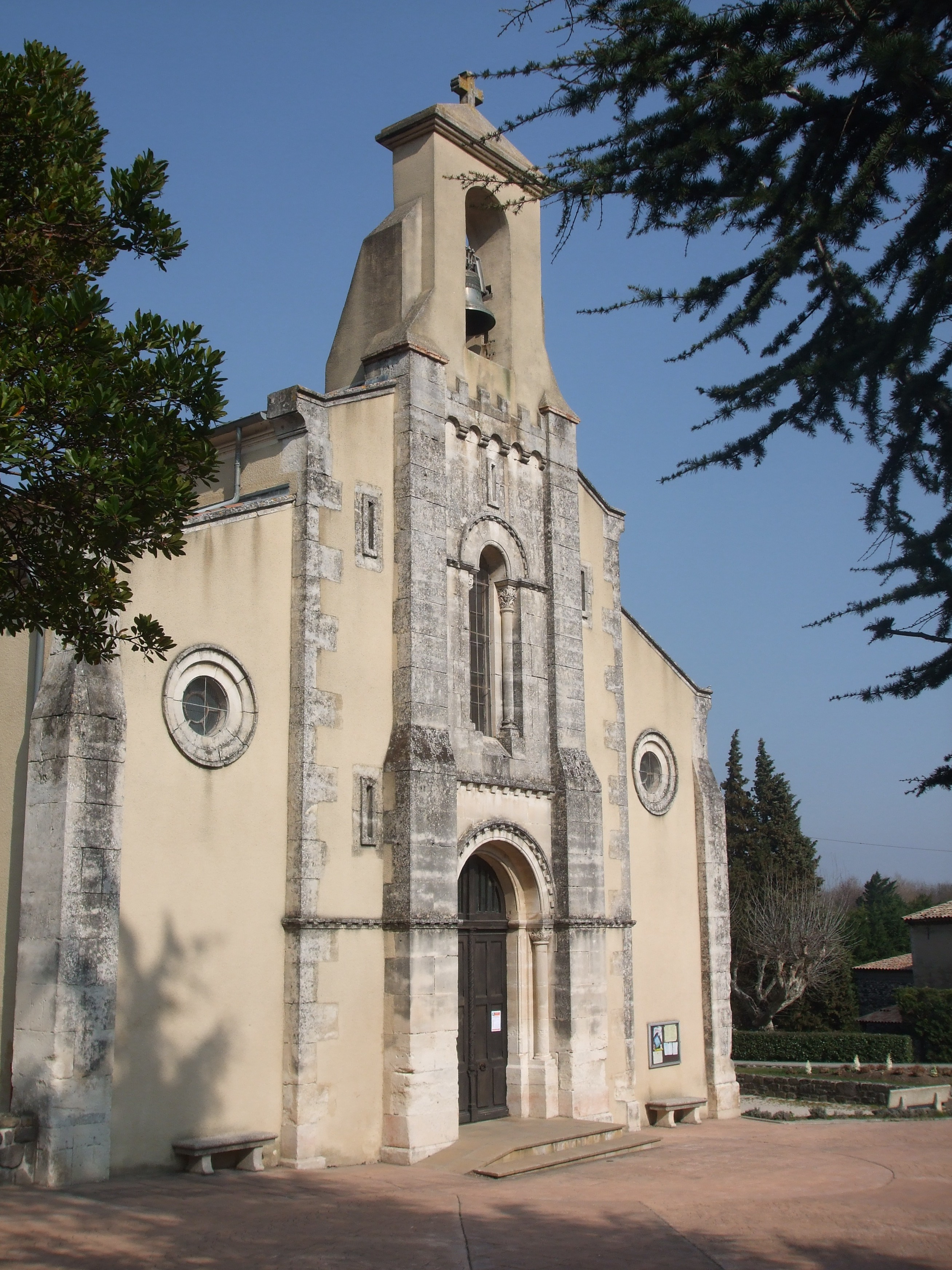
Kościół św. Wawrzyńca (2013)